# Синайский, Иван Фёдорович
Ива́н Фёдорович Сина́йский (фамилия при рождении — Пу́лькин; 1799—1870) — русский филолог, педагог, переводчик, автор Греческой грамматики; Российско-греческого словаря и Греческо-русского словаря.
Иван Федорович Пулькин родился в городе Сольвычегодске Вологодской губернии. Отцом Ивана был священник церкви Рождества Богородицы в этом городе — Фёдор Фёдорович Пулькин. Имя матери — Акилина Владимировна.
Иван учился в Сольвычегодском уездном духовном училище с 1809 по 1816 год, затем в Вологодской духовной семинарии, которую закончил в 1822 году, в 1-м разряде, 2-м по счету. С 1822 по 1826 году Иван учился в Московской духовной академии, на V курсе получил степень кандидата в магистры / кандидата философии.
В 1814 году Иван был назначен Сольвычегодским окружным к Пустынской Успенской церкви на диаконское место. Со 2 сентября 1826 года Иван преподавал в Пензенской духовной семинарии церковную историю и греческий язык. С апреля 1828 по июль 1829 года он занимал должность секретаря в Пензенском семинарском правлении. В сентябре 1830 года Иван был переведён во вновь образованную Саратовскую духовную семинарию на должность преподавателя греческого языка и гражданской истории. С 26 сентября 1830 года по 27 октября 1847 год занимал должность секретаря семинарского правления. Преподаватель (старший учитель) греческого языка Первой мужской гимназии Саратова в 1836—1851 годах. 23 декабря 1848 году по собственному прошению уволен со службы в семинарии. Переехал в Москву, где жил и печатал свои труды. Им были составлены Метрика греческого языка, греческая грамматика, российско-греческий словарь, греческо-русский словарь. Им были сделаны переводы с греческого святоотеческих и философских текстов, например, Сократово учение, по Ксенофону. Умер 1 марта 1870 г. в Москве.

## Труды
- «Беседы о станах сынов Израилевых», 1834 г.
- Афанасий Александрийский «Слово о воплощении Бога Слова и телесном Его к нам пришествии» Пер. с греч. в Саратовск. семинарии, М. Синоидальная тип. 1837 г. [2], 35 стр., 19 см
- Синайский И. Краткий взгляд на речи Фукидида // Учен. зап. Казанск. ун-та. 1840. [Кн.] IV. С. 113130.
- Святого отца нашего Иоанна, архиепископа Константинопольского, Златоустого, толкование на послание святого апостола Павла к Титу / /С греч. на рус. пер. Иваном Синайским. — М.: Тип. А. Семена, при Мед. хирург. акад., 1842. — 97 с.;
- «Метрика греческого языка» Москва: типография Августа Семена, 1842
- «Российско-греческий словарь», составленный Иваном Синайским Москва : типография Августа Семена, 1846
- Нечто о происхождении и образовании славяно-русской азбуки. II. О глаголе (без видов). III. Опыт краткого корнеслова к академическому издан. в 1847 г. Словарю церковно-славяно-русского языка (на А-Е). Три статьи по предмету славяно-русского языка. Соч. И(оана) Синайского. М., тип. С.Селивановского, 1857. 245 с. разд. наг. 22 см. Каждая статья имеет отд. тит. л. и наг.
- «Заметки о греческом языке» Санкт-Петербург: типография Почтового департамента, 1861
- «Сократово учение, по Ксенофону: в виде разговоров», в четырёх книгах, переведено с греческого Иваном Синайским Москва: типография Селивановского, 1857
- «Греческая грамматика по современным руководствам», составленная И. Синайским Москва: Университетская типография, 1857
- «Греческо-русский словарь», составленный Иваном Синайским : В 2-х ч. Ч. 1-2 Ч. 1 : A — М, Ч. 2 : N — Ω. Москва: Университетская типография, 1862
- Русско-греческий словарь, составленный Иваном Синайским. Изд. 2-е, испр. И доп. М., Унив. Тип. (Катков и К), 1869. 730 с. 17 см. В 1-м изд. Загл.: «Российско-греческий словарь».
- Греческо-русский словарь, составленный Иваном Синайским. В 2-х ч. 2-е изд., испр. Ч. 1-2. М., бр. Салаевы, 1869.
- Греческо-русский словарь, составленный Иваном Синайским. В 2-х ч. 3-е соверш. Передел. И значительно доп. изд. Ч. 1-2, М., Насл. бр. Салаевых, 1879